# Mangidy
Mangidy is een plaats en commune in het zuiden van Madagaskar, behorend tot het district Ikalamavony, dat gelegen is in de regio Haute Matsiatra. Tijdens een volkstelling in 2001 telde de plaats 13.000 inwoners.
De plaats biedt naast lager onderwijs ook middelbaar onderwijs aan. 60 % van de bevolking werkt als landbouwer en 39,9 % houdt zich bezig met veeteelt. De belangrijkste landbouwproducten zijn rijst en bonen; andere belangrijke producten zijn mais en maniok. Verder is 0,1% actief in de dienstensector.